# Lichenomima gorgonaensis
Lichenomima gorgonaensis (лат.) — вид сеноедов рода Lichenomima из семейства Myopsocidae. Южная Америка: Колумбия (департаменты Каука и Чоко). Специфический эпитет происходит от имени национального парка «National Natural Park Gorgona Island» с острова Горгона, где был найден голотип. Мелкие насекомые, длина переднего крыла около 3 мм. Основная окраска тела коричневая. Относится к видам, имеющим удлинённую фаллосому и стройные боковые стойки, которые базально слиты, а апикально чётко дифференцированы или изогнуты внутрь, и U-образный гипандрий, в целом длиннее ширины. Этот вид более близок к L. punctipenis Mockford (1996) из-за сходства общей формы фаллоса, однако он отличается от них формой эпипрокта, который у самцов имеет вазообразную форму. С другой стороны, его гипандрий треугольный, а у фаллосомы наружные парамеры представляют собой короткие, тонкие руки, а внутренние парамеры имеют заострённую форму. Субгенитальная пластинка колокольчатая, более широкая в дистальной части, апикальная доля широкая U-образная с небольшой апикальной средней долей и тонкими концами.  Заднее крыло с жилками Rs и M, соединёнными поперечной жилкой.